# ピリオド (ゲーム)
『ピリオド』 (Period) は、2007年12月21日にLittlewitchより発売されたアダルトゲーム作品。ピリオドは「区切り」を意味する。美少女ゲームアワード2008では主題歌賞で優秀賞を受賞している。
本作以前のLittlewitch作品は世界観の構築から段階を踏んで作品制作を行ったものであったが、本作はキャラクター作りからはじめたという同社にとってのひとつの挑戦作である。また、実在の場所（長崎市）を舞台としたのは同社初である。時代設定的には現在ではなく近未来である。
2008年9月26日には、本作のファンディスク『ピリオド -SWEET DROPS-』が発売された。

## ストーリー
（出典：）
白鳩学院に通う天宮光樹は退屈な青春を過ごしていた。授業はサボり、友人達とはくだらない話を咲かせて時間を潰す。「懸命に努力したとしても手に入るものは何もない」と考える光樹は、そんな青春で十分だった。しかし退屈な日々は生徒会からの呼び出しで幕を閉じる。サボリの証拠をネタにゆすられ、光樹は天文台の鍵を探すことを命じられる。面倒ではあるがやりがいのあるその仕事に、いつしか光樹は心を踊らせるようになる。様々な人との出会いを重ね、光樹の心は確かに何かが変わっていく。

## キャラクター

### メインキャラクター
天宮 光樹（あまみや みつき）
声：なし
白鳩学院2年生。実家は近くにあるのだが学生寮に住んでいる。サボり癖があり、しょちゅう授業を抜け出して屋上や保健室、図書館などでサボっている。しかし成績は良く、それによって半ば黙認されている状態である。
小野寺 朝姫（おのでら あさひ）
声：金松由花
5月4日生まれ。
本作のメインヒロイン。光樹の幼馴染み。人当たりが良く、友人からも頼られる性格。ピアノを小さなころから習っており、それなりの腕前である。美由とは親友同士。
メインヒロインであるが故なのか、攻略するには他のヒロインを攻略しないといけない。
弥月 美由（やづき みゆ）
声：木村あやか
2月13日生まれ。
光樹のクラスの委員長。いつも授業をサボっている光樹のことを気に掛けている。小動物系の性格で、なんにでも一生懸命頑張ろうとする。学校では料理部に所属しており、料理やお菓子作りが大得意。朝姫とは親友同士。
沢渡 葵（さわたり あおい）
声：宮沢ゆあな
12月31日生まれ。
光樹のクラスメイト。授業をよくサボる光樹の悪友で、同じく悪友である潤也と3人でいつもバカ話に花を咲かせている。さっぱりした性格の割に負けず嫌い。琴の妹。
水泳部に所属しているが、幽霊部員状態。
水原 つづみ（みずはら つづみ）
声：一色ヒカル
生年月日不明。
7月に突然光樹のクラスに来た転校生。その外見も相まってどこか神秘的な雰囲気をかもし出している。紙パックを開けられない、ファミレスではさみを使おうとするなど日常生活に関する常識がかなり欠けており、突飛な発言や行動も多い。何故か男子寮の光樹の隣の部屋に住みつく。
アイスクリームとハンバーグを前にすると興奮のあまり我を失うほどお気に入りの様子。
小石川 小羽（こいしかわ こはね）
声：大波こなみ
1月14日生まれ。
天使の1人。とても優しい博愛的な性格で生徒会の良心的な役割だが、それで止まる幸奈ではないため結局ひきずられることになる。もっともそれで迷惑がっている様子もなく、むしろ楽しみながら生徒会活動を行なっている。
天使学校へ推薦されるほど優秀な天使であるが、本人自身は天使学校に行くのは嫌がっておりそれにも深い事情がある。
実家はパン屋を営んでおり、お手伝いのために朝早くパンを配達し、彼女自身もパン作りをしている。
加賀宮 鈴（かがみや りん）
声：秋月まい
3月27日生まれ。
白鳩学院付属の西校舎に通う3年生。非常に優秀なために授業を免除されており、付属生にもかかわらず白鳩学院の生徒会活動に参加している。悔しい時などに「くいぃぃぃぃ～～～～」等特徴的なうなり声（？）をあげる。
実はプライベートでは別の顔も持っている。
河崎 幸奈（かわさき ゆきな）
声：倉田まりや
9月26日生まれ。
白鳩学院3年生の前生徒会長。もう生徒会長ではないのだが、未だ生徒会の実権を裏（ほぼ周知の事実だが）から握っており教師からの信頼も厚く、学院全体に大きな影響力をもっている。楽しいことが大好きな快楽主義者であり、自分の意に沿わないことや、自分の考えを人に合わせるようなことは決してしない。
実家は喫茶店「西海亭（さいかいてい）」を経営している。
沢渡 琴（さわたり こと）
声：まきいづみ
7月1日生まれ。
通称琴先生。白鳩学院の保健室に勤務する養護教諭で葵の姉。童顔小柄でどうみても子供にしか見えないが、免許証も持つ歴とした大人であり、歳相応の大人としての経験や包容力も持っている。
ソフト開発初期ではサブキャラクターの予定であったが、途中でヒロインへと昇格を果たした。

### サブキャラクター
並木 潤也（なみき じゅんや）
声：白銀一樹
光樹の親友であり悪友。同じ学生寮に住んでいるためよく光樹の部屋に遊びに来る。基本的にはスケベな馬鹿だが友達思いな一面も持っており、時折核心をついたアドバイスを光樹にする。
鍋島 亜理紗（なべじま ありさ）
声：草柳順子
白鳩学院の1年生。小羽と同じクラスなのだが“天使”である彼女の事を毛嫌いしている。レズっ気があり葵にたびたび迫っている。「思い込みが激しく非常に極端なものの考え方をする子」とは葵の評価である。
ピリオド -SWEET DROPS-にてヒロイン昇格を果たした。
吹奏楽部に所属している（サクソフォンの奏者）が、家にはその事は隠している。
大城 重久（おおしろ しげひさ）
声：平井達矢
光樹の元クラスメートで無口で常に冷静な生徒会副会長。生徒会では幸奈の手となり足となり、さらには後輩を上手くサポートしている。妹である千歳のことをとても大切にしている。大城重工の御曹司でもある。
大城 千歳（おおしろ ちとせ）
声：韮井叶
重久の妹で、白鳩学院付属の西校舎に通っている。同じ学校の鈴とは小さい頃からの親友。
ピリオド -SWEET DROPS-にてヒロイン昇格を果たした。
高坂 初実（こうさか はつみ）
声：野神奈々
白鳩学院図書館の司書。いつもサボリにくる光樹をたしなめつつも優しく迎えてくれる。琴とは白鳩時代の同級生で、同じ学院に勤めていることもあって今でも一緒に酒を飲んだりと親交は続いている。本作唯一の巨乳キャラ。
ピリオド -SWEET DROPS-にてヒロイン昇格を果たした。
鍋島 綱基（なべじま つなき）
声：河村眞人
生徒会会長であり、亜理沙の兄。話が長く空気を読めない。生徒会のあらゆる活動は彼がいなくても滞りなく進む。むしろいたら邪魔になることの方が多い。
長崎の名家である鍋島家の御曹司でもある。鍋島家が経営している鍋島造船は大城重工の1グループ企業。

## 用語
私立白鳩学院
光樹たちが通う学院で本作の舞台。光樹たちが通う白鳩学院以外にも鈴たちが通う付属と、さらに白鳩大学が併設されている。高台の上にあるため実家から通う学生は長い坂を通って登下校しなければならない。
天使
20年ほど前から世界各地の特定の場所でのみ極稀に生まれるようになった、羽を持った人たちの総称。その見た目から天使と呼ばれるようになり、一部の人からは神聖視もしくは偏見の目でもって見られている。原因や治療法などは不明で、生まれるのは女子のみ。羽は背中から生えており、ある程度ならば自由に動かすことができるが空を飛ぶことはできない。羽が生えていること以外は基本的には普通の人間と変わることはない。

## システム
Littlewitchの売りであるFFDであるが、今作でも主にシステム的な使用にとどまり、白詰草話やQuartett!のように分かりやすい形では用いられていない。それどころか、ロンド・リーフレットまで使われていたFFDのロゴすら使われていない。

## Webラジオ
ゲームの発売に先駆けてピリオドらじおがインターネットラジオとして放送された。全13回。
さらにコミックマーケットで発売された『ピリらじ -PERIOD RADIO- コンプリートエディション』では、本放送全13回の他に未放送の第14回が収録されている。

## スタッフ
- 監督：大槍葦人
- シナリオ：飯田和彦、 尾之上咲太、姫ノ木あく、瓜亜錠
- 音楽：yan（鳥煮亭）、大嶋啓之

## 主題歌
オープニングテーマ「永遠の存在者」
作詞・作曲：関口トモノリ / 歌：pigstar
挿入歌「バロック」
作詞・作曲：関口トモノリ / 歌：pigstar
エンディングテーマ「Leap into high」
作詞：霜月はるか / 作曲：大嶋啓之 / 歌：霜月はるか
イメージソング「Call My Dears」
作詞・作曲：a.k.a.dRESS / 歌：ave;new feat. 佐倉紗織
本作では18禁ゲームには珍しく男性ボーカルの曲がオープニングテーマとして使われている。